# Новаторська
Нова́торська — пасажирська зупинна залізнична платформа Лиманської дирекції Донецької залізниці.
Розташована у м. Лиман Донецької області на території вагонного депо станції Лиман на лінії 390 км — Лиман між станціями Лиман (2 км) та Форпостна (9 км).
На платформі зупиняються приміські електропоїзди.